# Hemmerswil
Hemmerswil è una frazione del comune svizzero di Amriswil, nel Canton Turgovia (distretto di Arbon).

## Storia

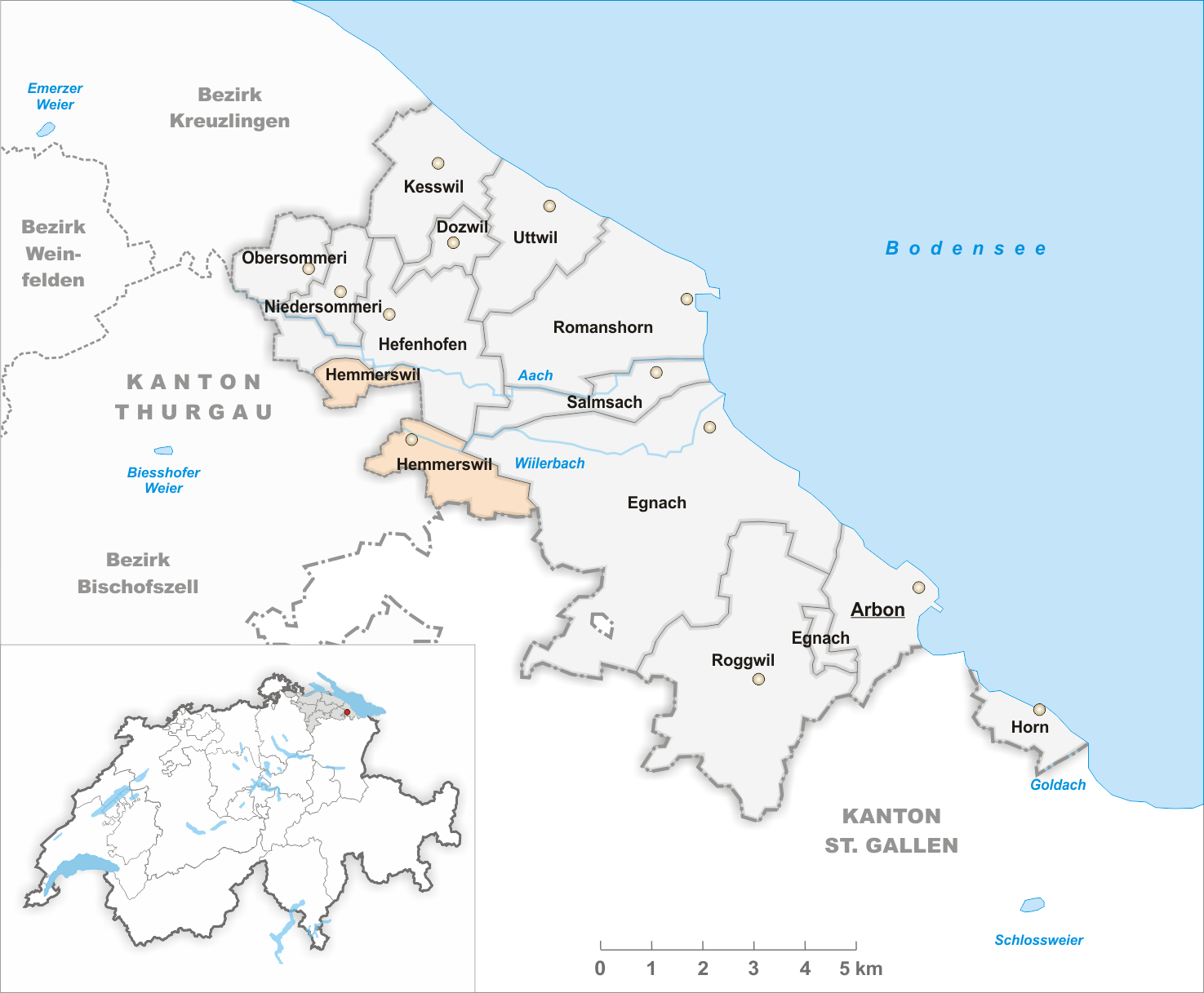
Il territorio del comune di Hemmerswil prima degli accorpamenti comunali del 1925

Già comune autonomo (Einheitsgemeinde) istituito nel 1832 per scorporo dal comune di Salmsach che apparteneva al distretto di Bischofszell e che comprendeva anche le frazioni di Almensberg, Hölzli e Rüti, nel 1925 è stato accorpato al comune di Amriswil.

## Società

### Evoluzione demografica
L'evoluzione demografica è riportata nella seguente tabella:
Abitanti censiti

## Amministrazione
Ogni famiglia originaria del luogo fa parte del cosiddetto comune patriziale e ha la responsabilità della manutenzione di ogni bene ricadente all'interno dei confini della frazione.